# Oswin Grolig
Oswin Grolig (6 de janeiro de 1894 - 18 de agosto de 1944) era um comandante das tropas panzer da Alemanha na Segunda Guerra Mundial.

## Biografia
Serviu durante a Primeira Guerra Mundial na cavalaria, possuindo a patente de cadete em 1913 e Leutnant em 1914.
Durante o período de entre-guerras comandou diversas unidades de reconhecimento e cavalaria. No início da Segunda Guerra Mundial esteve no comando do 8º Batalha de Reconhecimento, atingindo no comando desta unidade a patente de Oberstleutnant. Foi promovido para Oberst no dia 1 de janeiro de 1941 e Generalmajor no dia 1 de novembro de 1943.
Comandou em sequencia o Schtz.Rgt. 33 (24 de julho de 1940), 1. Schtz.Brig. (15 de fevereiro de 1942) e 1. Pz.Gren. Brig. (5 de julho de 1942). Foi colocado no comando da reserva no dia 15 de dezembro de 1942, voltando para o serviço ativo no mês de setembro de 1943, assumindo o comando do Panzertruppen Schule II em Krampnitz. Comando a 21ª Divisão Panzer (15 de janeiro de 1944, m.d.F.b.) e 25ª Divisão Panzer (1 de junho de 1944).
Oswin Grolig morreu num acidente próximo de Litzmannstadt no dia 18 de agosto de 1944.

## Condecorações
- Cruz Germânica em Ouro - 2 de janeiro de 1942[1]

## Patentes militares
- Cadete - 1913[1]
- Leutnant - 1914
- Oberstleutnant - 1939
- Oberst - 1 de janeiro de 1941
- Generalmajor - 1 de novembro de 1943